# Rob Kramer
Rob Kramer (Kampen, 1962)  een Nederlandse officier bij de Koninklijke Marine. Van 22 september 2017 tot 9 september 2021 was hij de Commandant Zeestrijdkrachten.

## Loopbaan
In 1982 ging hij studeren aan het Koninklijk Instituut voor de Marine.  Tijdens zijn studie werd hij in 1985 geplaatst als wachtofficier op de Hr.Ms. Tromp. In 1988 rondde hij zijn studie af, waarna hij diverse functies vervulde bij de mijnendienst en aan boord van Hr.Ms. Tromp, Hr.Ms. De Ruyter en Hr.Ms. Witte de With. Hij nam onder andere deel aan de NAVO-operatie Sharp Guard, om het handelsembargo tegen de Federale Republiek Joegoslavië te bewaken. Hierna werd hij opleider bij de Operationele School van de Marine in Den Helder en later liaison officier bij de staf van Flag Officer Sea Training in het Engelse Plymouth.
In 2006 kwam Kramer terug naar Nederland waar hij werd benoemd tot commandant van het luchtverdedigings- en commandofregat Hr.Ms. Evertsen. Hij leidde het schip in 2008 tijdens de VN-missie in de bescherming van schepen van het Wereldvoedselprogramma tegen Somalische piraterij.
In 2014 werd hij commandant van de Netherlands Maritime Force, de uitzendbare, operationele staf van de Koninklijke Marine. In 2016 werd hij plaatsvervangend Commandant Zeestrijdkrachten. Op 22 september 2017 nam hij het commando over de Zeestrijdkrachten over van  Luitenant-generaal der mariniers Rob Verkerk. Op 9 september 2021 droeg Kramer het commando over het Commando Zeestrijdkrachten over aan ranggenoot viceadmiraal René Tas, gelijktijdig ging Kramer met functioneel leeftijdsontslag.

## Onderscheidingen
- Herinneringsmedaille Vredesoperaties (VN Operaties)
- Onderscheidingsteken voor Langdurige Dienst als officier
- Marinemedaille
- Kruis voor betoonde marsvaardigheid
- Vaardigheidsmedaille van de Nederlandse Sport Federatie
- NAVO-medaille
- Officier de la Légion d’Honneur